# Kerkplein (Hoorn)
Het Kerkplein is een plein in de binnenstad van de Noord-Hollandse stad Hoorn. Het plein is vernoemd naar een van de voorgangers van de huidige Grote Kerk die midden op het plein staat. Aan het plein staan ook het voormalige Sint Jans Gasthuis, het Admiraliteitspoortje en verscheidene andere monumenten. In 1888 werd door de gemeente Hoorn officieel de naam Kerkplein vastgesteld. Voordat de naam vastgesteld was, werden ook de namen Voor de Kerk en Achter de Kerk gebruikt.

## Geschiedenis
Het Kerkplein wordt tussen 1369 en 1385 gevormd door ophoging van een poel waar water van de Tocht in opgevangen werd bij vloed. De Tocht was een water dat via het Nieuwland, de Gouw, Nieuwstraat, het Kerkplein, de Kerkstraat, Roode Steen en de Appelhaven richting de Zuiderzee stroomde. Volgens Velius zou het spaarbekken in het gebied hebben gelegen van het Kerkplein en de Peperstraat, net ten oosten van het huidige plein.
In 1881 werd naast het voormalige Sint Jans Gasthuis een school voor meisjes gebouwd. Het pand bestond uit één bouwlaag met daarin vier leslokalen, een spreekkamer, berghok en privaten. In 1911 werd het gebouw te klein, uiteindelijk werd het pand in 1917 uitgebreid met een verdieping en aan de achterzijde een keuken. Het pand werd in 1950 buiten gebruik genomen als school en in 1980 moest het plaatsmaken voor een appartementencomplex.
Tot de Tweede Wereldoorlog werd op het Kerkplein de kermis ingeluid. Dit gebeurde op de woensdag voor de kermis tussen twaalf en kwart over twaalf in de middag, tijdens het slaan van de kerkklokken. Zodra de klokken begonnen te slaan, begon de aanwezige jeugd met een krijtje de aanwezige mensen een kermisstreep te geven. Waar het gebruik vandaan kwam is niet bekend. Er zijn wel twee mogelijke verklaringen voor:
1. Bij de stadspoorten werden vroeger marktkruisen aan mensen van buiten de poorten gegeven.
2. In de 19e eeuw kregen gedetineerden uit de Krententuin voordat ze op transport gezet werden een streep op hun rug.

Zodra de klokken stopten met slaan, stopten de jongeren met het zetten van kermisstrepen en begonnen de kermisgasten met het opzetten van de kramen en attracties.
Ten tijde van de Tweede Wereldoorlog, om precies te zijn op 4 januari 1945, zijn voor de kerk vijf Amsterdamse mannen gefusilleerd. Het ging om een vergelding van een executie door het verzet op 30 december 1944. Voordat de mannen werden gefusilleerd, moesten zij eerst een route door de stad lopen. Deze route is gemarkeerd middels vijf bronzen handen, gemaakt door Truus Menger-Oversteegen. Aan het einde van de route staat de grote kerk met in de rechter muur een beeld van de hand van Pieter Starreveld. Dit reliëf is op 26 april 1947 onthuld. Het beeld is ook elk jaar het eindpunt van de Stille Tocht door Hoorn.
In 2020 werd het plein volledig gerenoveerd en daarbij ook gedeeltelijk opnieuw ingericht. Hiervoor werd ook archeologisch onderzoek verricht, waarbij de fundamenten van de eerste Grote Kerk gedeeltelijk blootgelegd werden. Voor de aanleg van een fontein werd een diep fundament gegraven, waarbij ook graven uit de eerste Grote Kerk gevonden werden. Het Kerkplein werd bestraat met kinderkopjes en is sindsdien een shared space waarbij voetgangers voorrang hebben op het overige verkeer.

## Bijzondere gebouwen
Aan het plein bevinden zich meerdere bijzondere gebouwen, behalve de kerk ook het voormalige Sint Jans Gasthuis en twee van de bekende poortjes van Hoorn.

### Poortjes
De twee poortjes die aan het plein staan, zijn het Admiraliteitspoortje en het Oude Vrouwenpoortje. De beide poortjes zijn aangemerkt als rijksmonument, ook hebben ze alle twee hun originele functie verloren: het gebouw waar de Admiraliteit van het Noorderkwartier was gevestigd werd in 1795 gesloopt en het Oude Vrouwenhuis is buiten gebruik genomen.
Het Admiraliteitspoortje is van baksteen en toont het wapen van de Admiraliteit: het wapen van West-Friesland gehouden door twee zwarte ankers en daartussen drie keer de letter P. De drie P's staan voor Pugno Pro Patria, in het Nederlands: ik strijd voor mijn vaderland.

### Grote Kerk
De huidige Grote Kerk is de derde kerk op deze plaats, alle twee de voorgangers zijn afgebrand. Het gebouw is ontworpen door Constantijn Muysken in neo-renaissancestijl en deed dienst van 1883 tot 1975. Na het sluiten van de kerk is deze verbouwd tot winkelpand, voor dit doel werd er een verdieping in het schip gebouwd. Tussen het tongewelf en het dak zijn later appartementen gebouwd.

### Sint Jans Gasthuis
Het voormalige Sint Jans Gasthuis is een voormalig gasthuis aan het Kerkplein. Het pand is in 1563 in een vroege vorm van de renaissance gebouwd. Na 1841 verloor het zijn functie, om in 1860 als kleding- en wapenmagazijn van het lokale garnizoen in gebruik te worden genomen. Tussen 1922 en 1954 werd er boter verhandeld. In 1965 werd het pand aangewezen als rijksmonument.

## Verloop
Het Kerkplein is een langwerpig plein rondom de Grote Kerk. De huisnummering begint achter Huis Verloren aan de Kerkstraat. Vanaf hier kruist het plein met de volgende straten en stegen:
1. Warmoesstraat
2. Pieterseliesteeg
3. Breestraat
4. Peperstraat
5. via het Kloosterpoortje met de Wisselstraat
6. Nieuwstraat

De gehele westelijke gevelwand is gesloten en loopt door tot aan de Kerkstraat. De Wisselstraat is via een poortgebouw (het Oude Vrouwenpoortje) verbonden met het Kerkplein, deze is alleen toegankelijk voor voetgangers.

## Monumenten
Aan het plein staan 9 rijksmonumenten en even zoveel gemeentelijke monumenten. Daarnaast staan er ook nog verschillende beeldbepalende panden.
Rijksmonumenten:

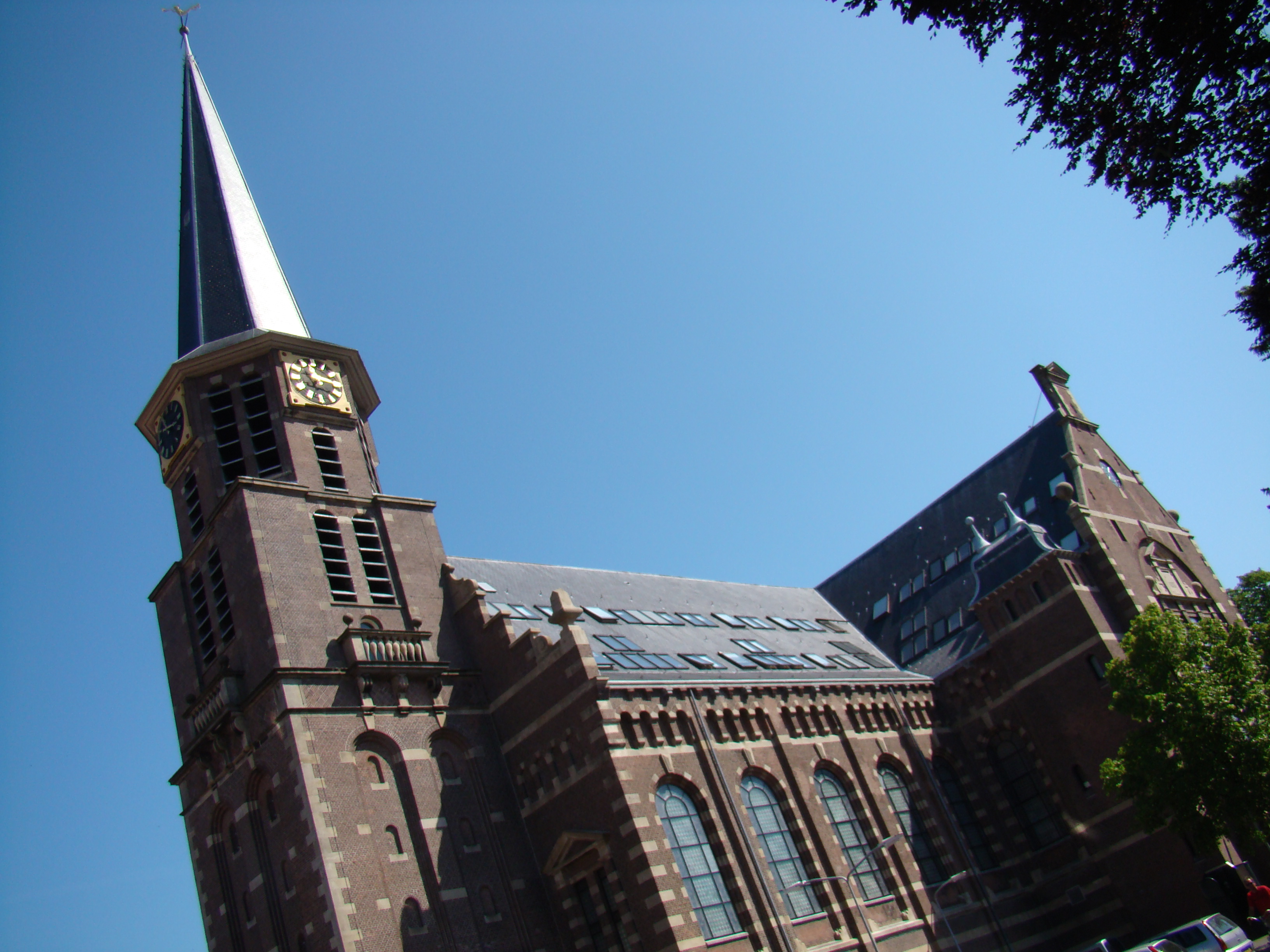
Grote Kerk
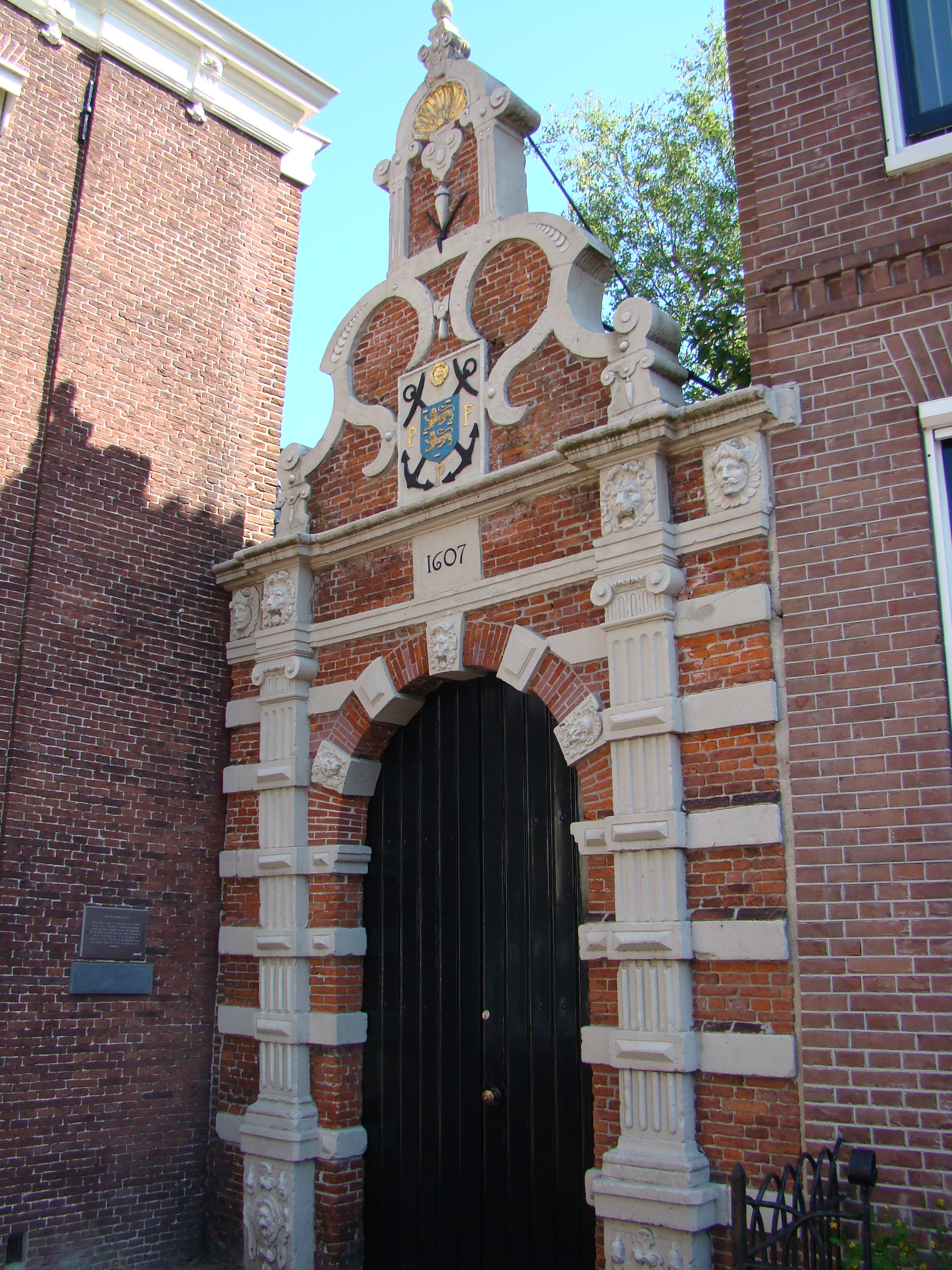
Admiraliteitspoortje
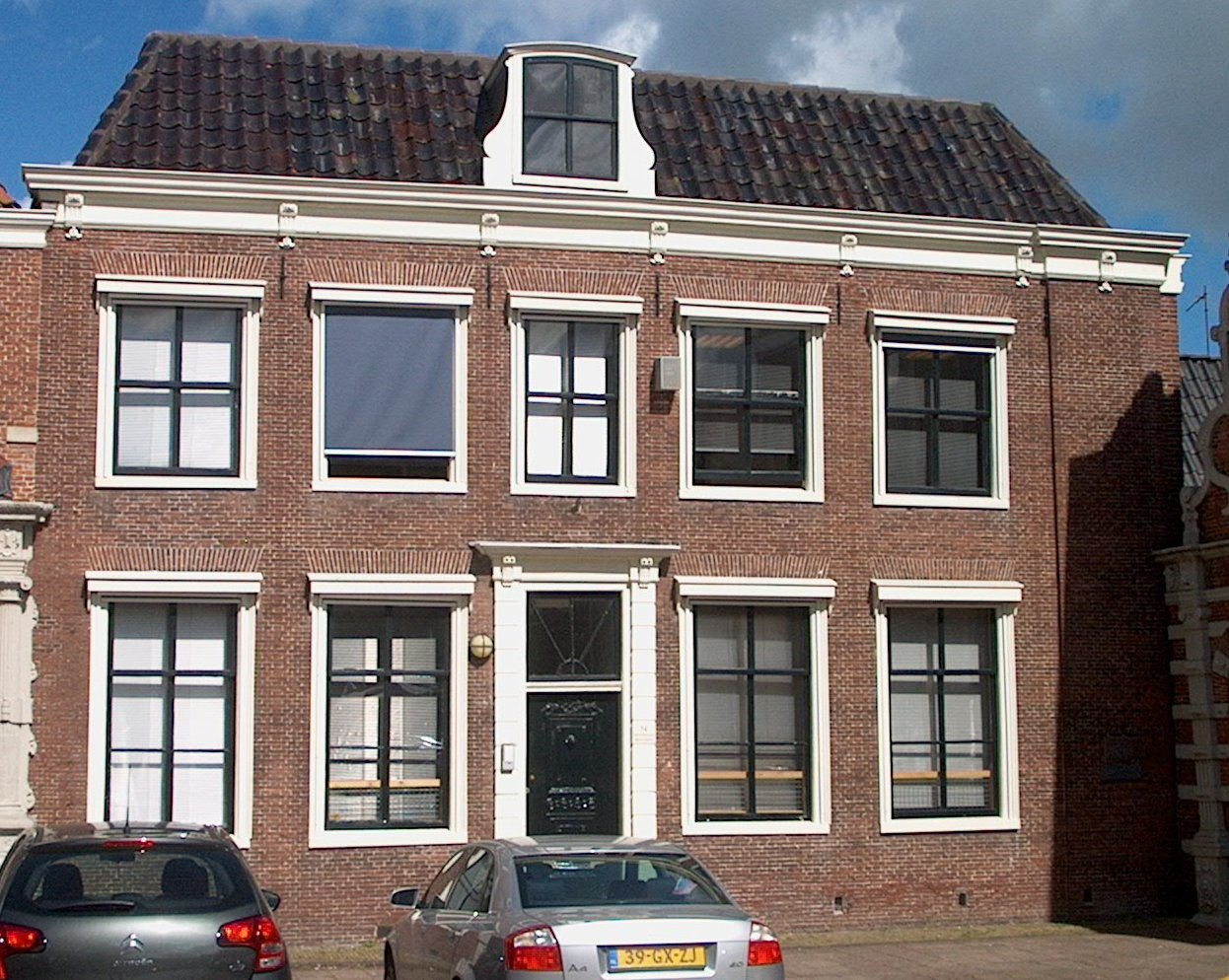
Voorheen Kerkplein 24
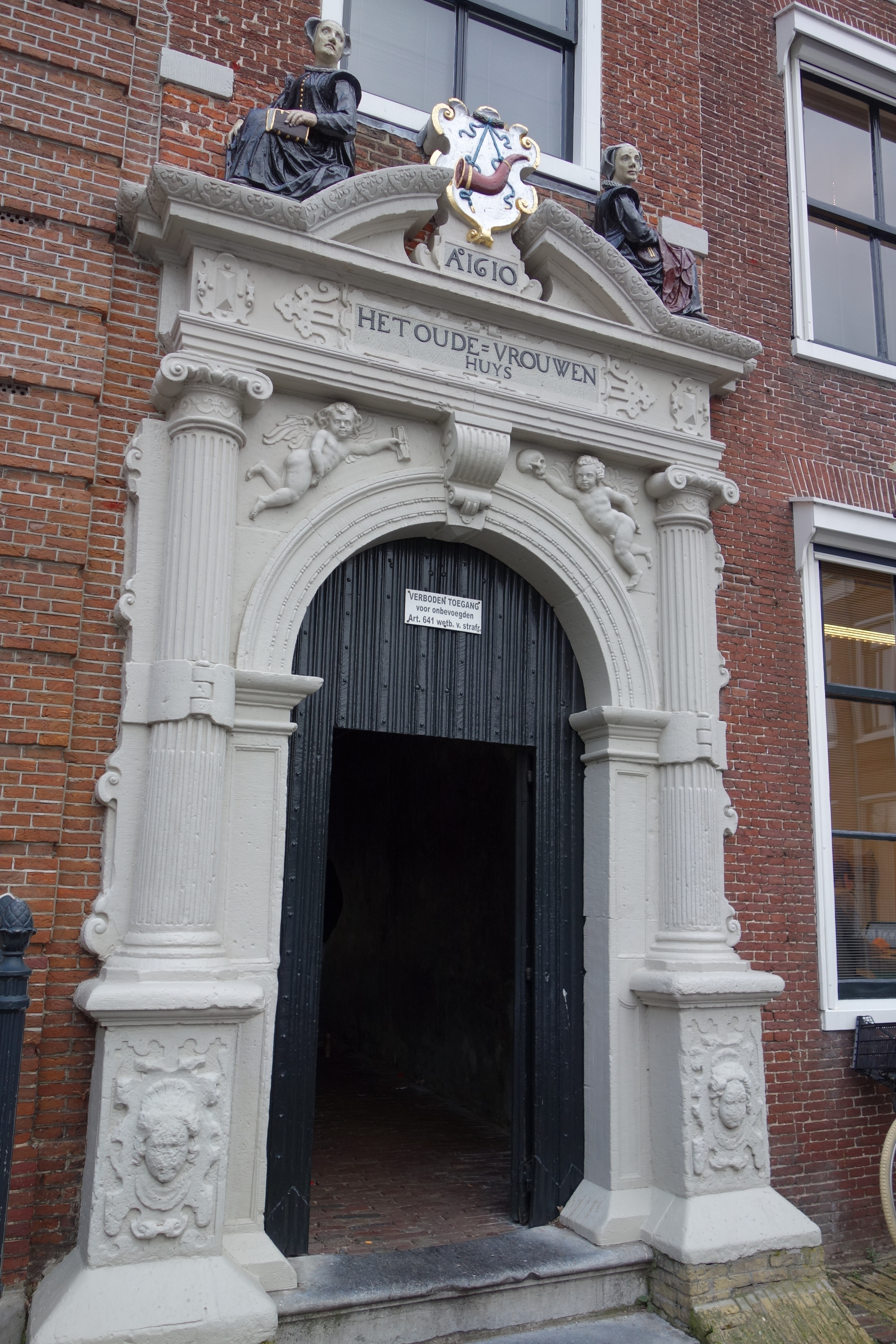
Oude Vrouwenpoortje, of Kloosterpoort
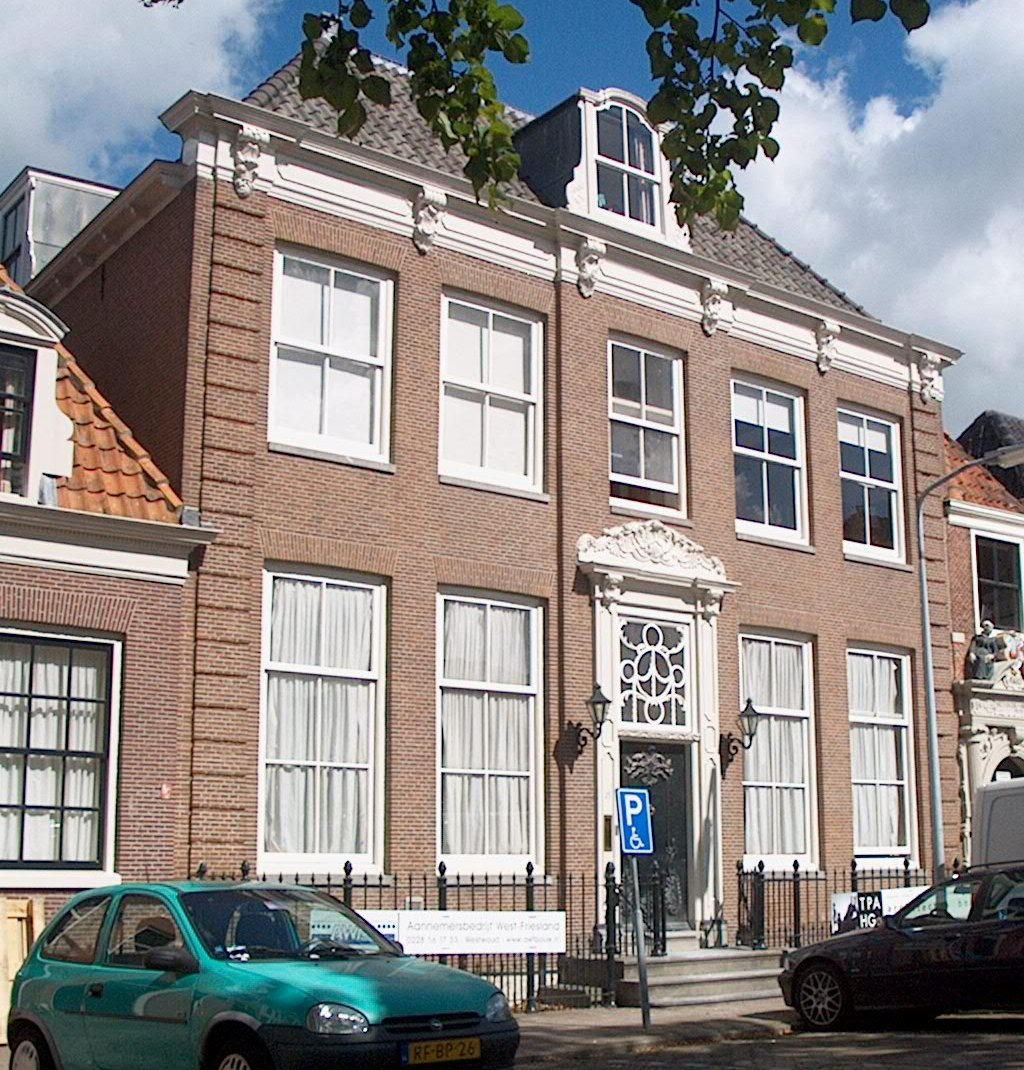
Kerkplein 25
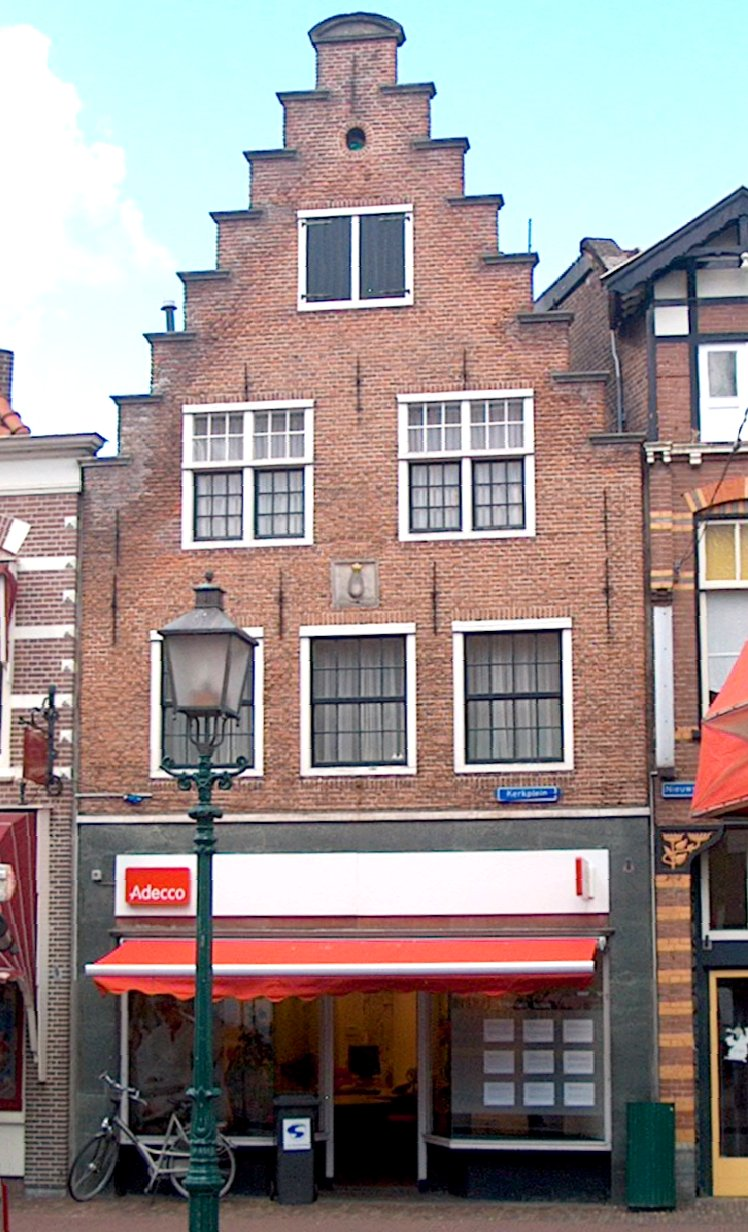
Kerkplein 31
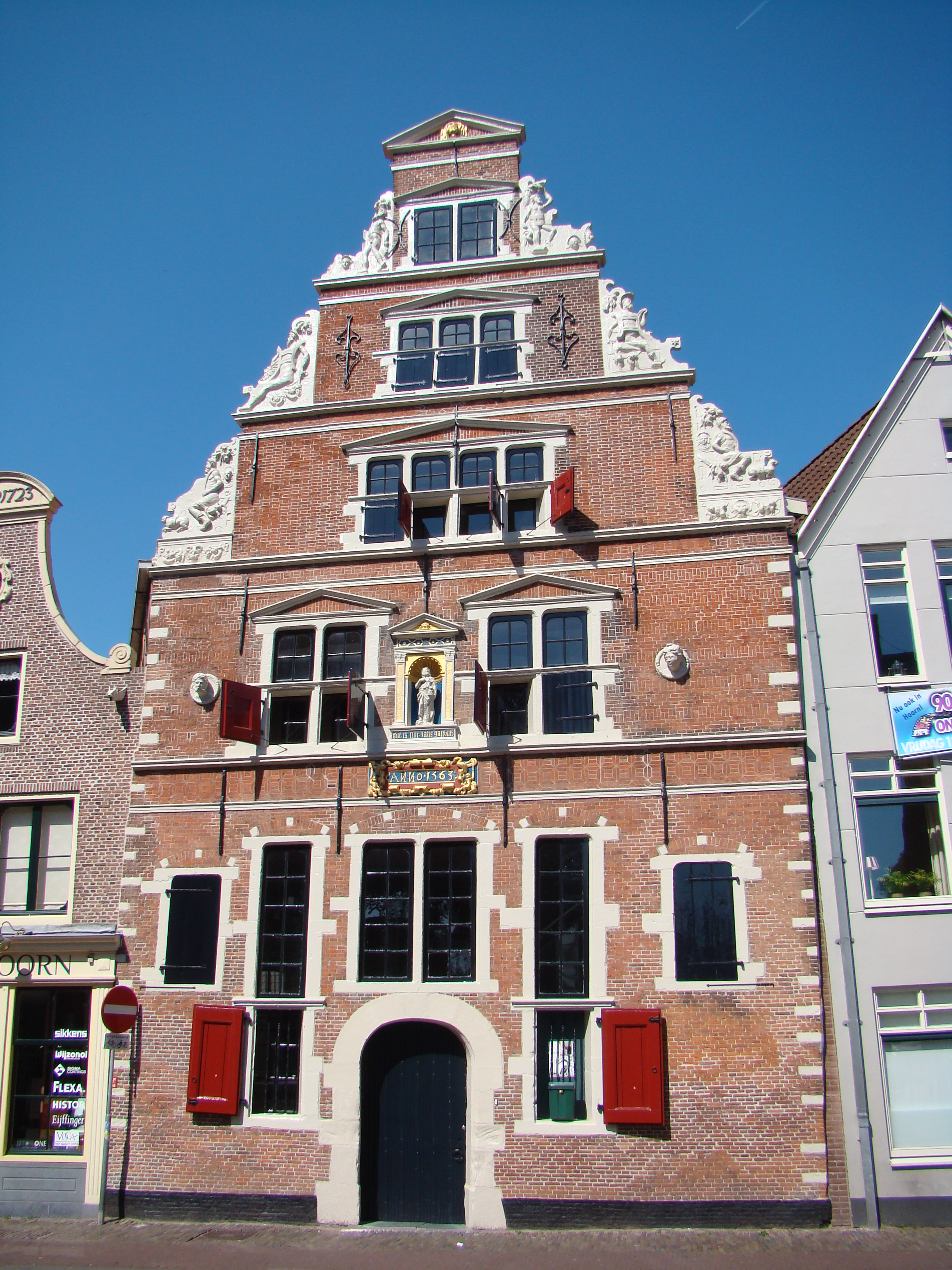
Kerkplein 39, Boterhal of Sint Jans Gasthuis
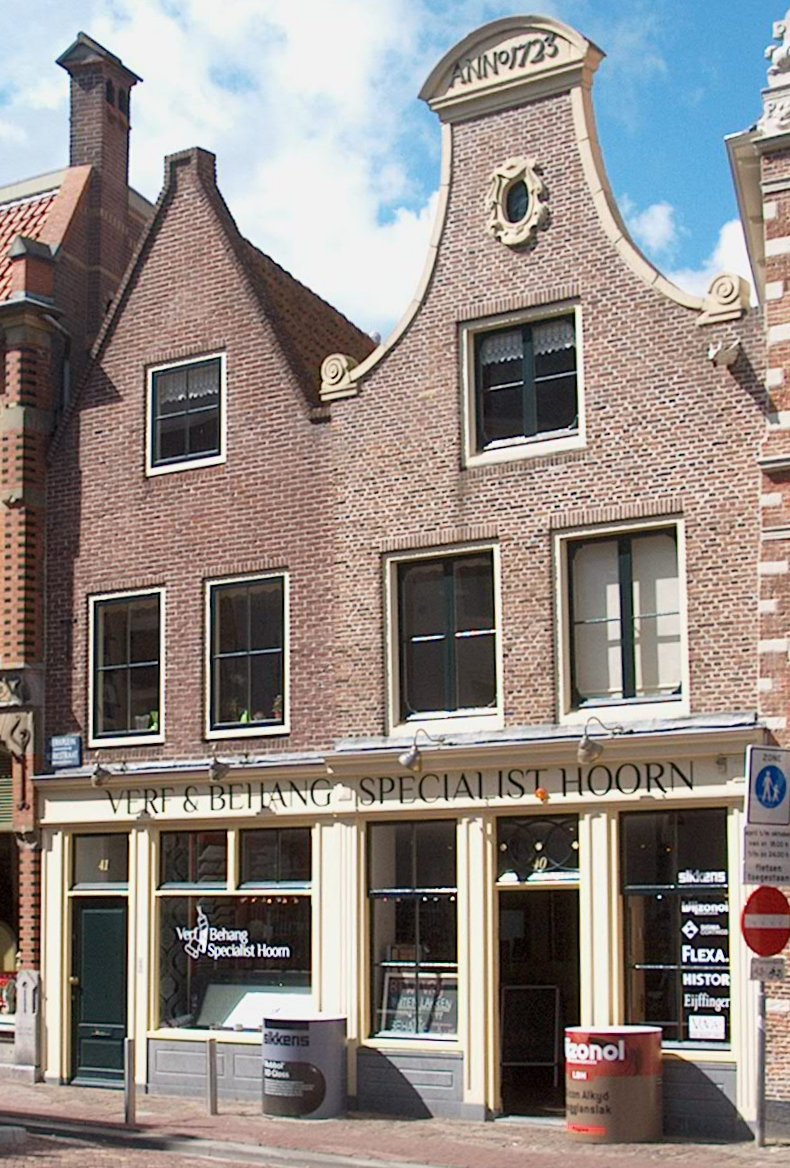
Kerkplein 40 (rechts)
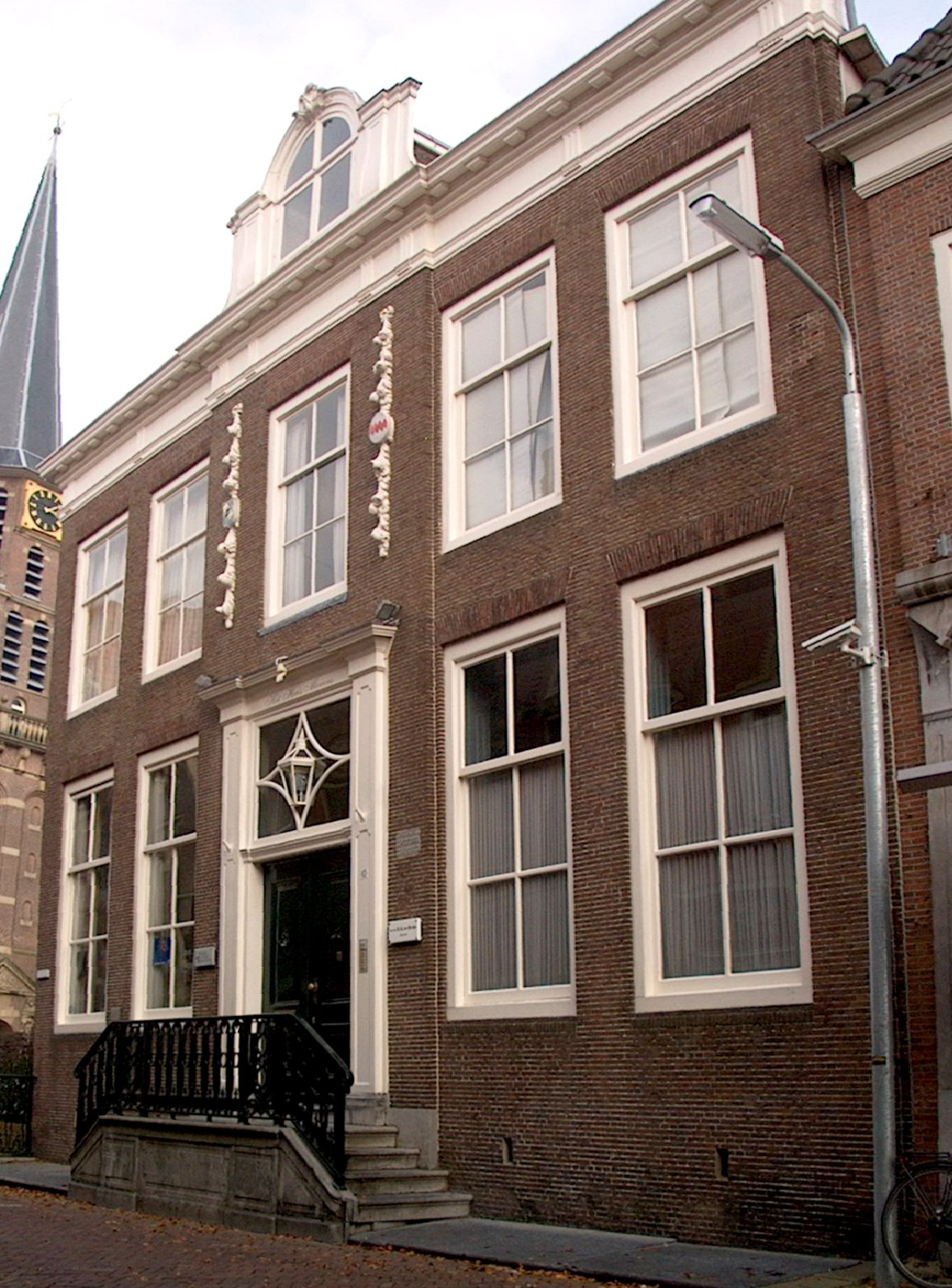
Kerkstraat 10, of Huis Verloren, ligt met de tuin aan het Kerkplein

Gemeentelijke monumenten:

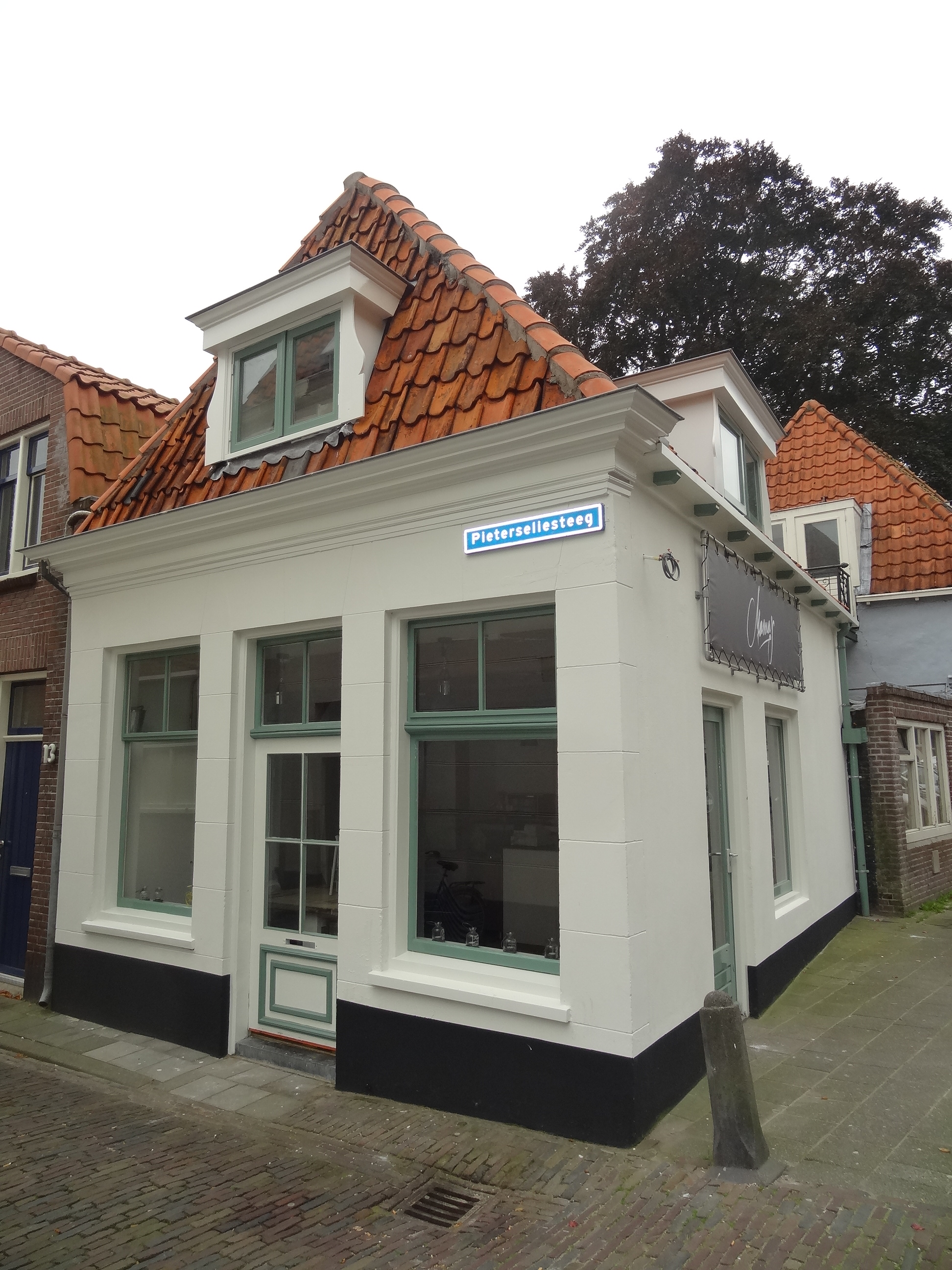
Pieterseliesteeg 15 ligt eveneens aan het Kerkplein
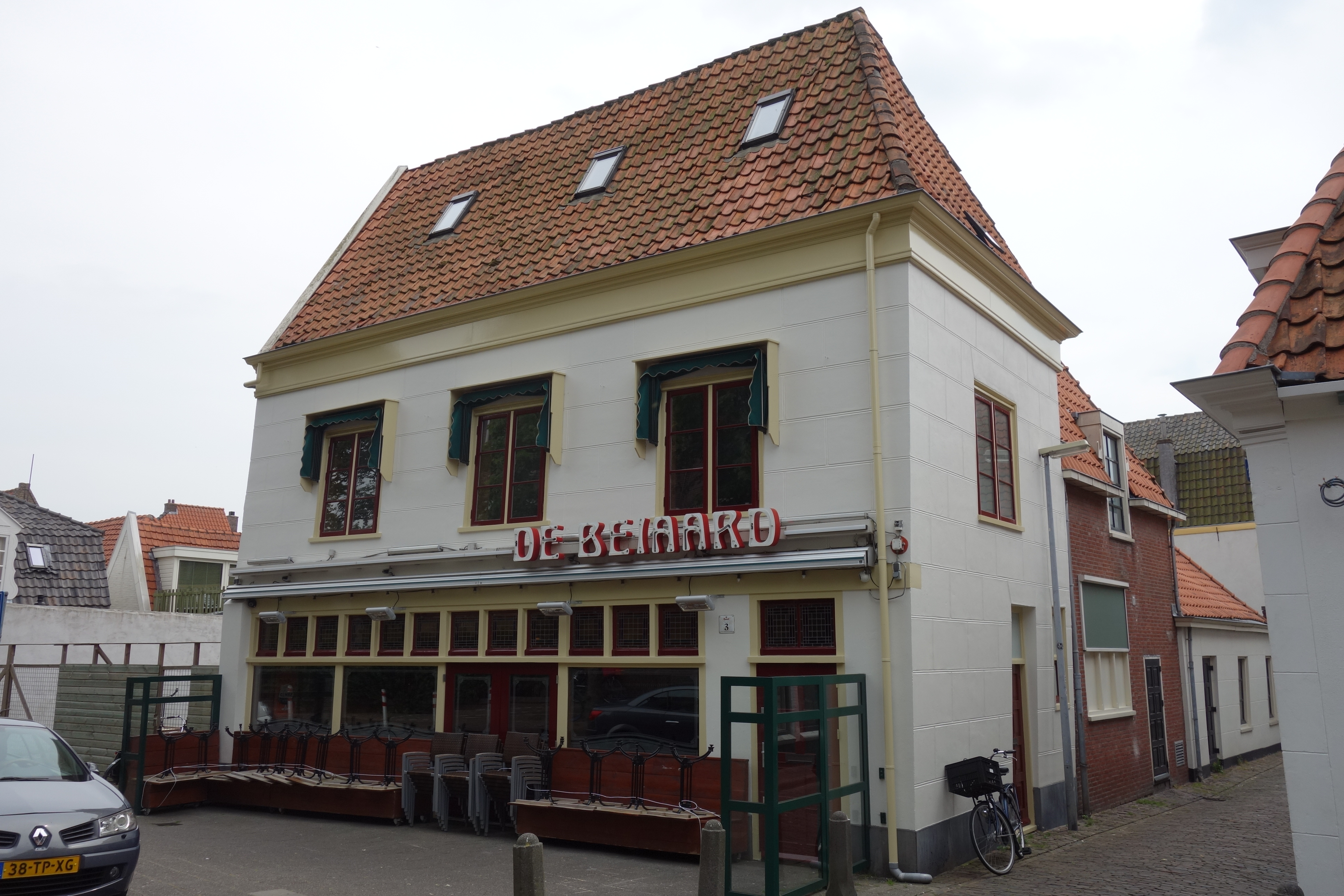
Kerkplein 3
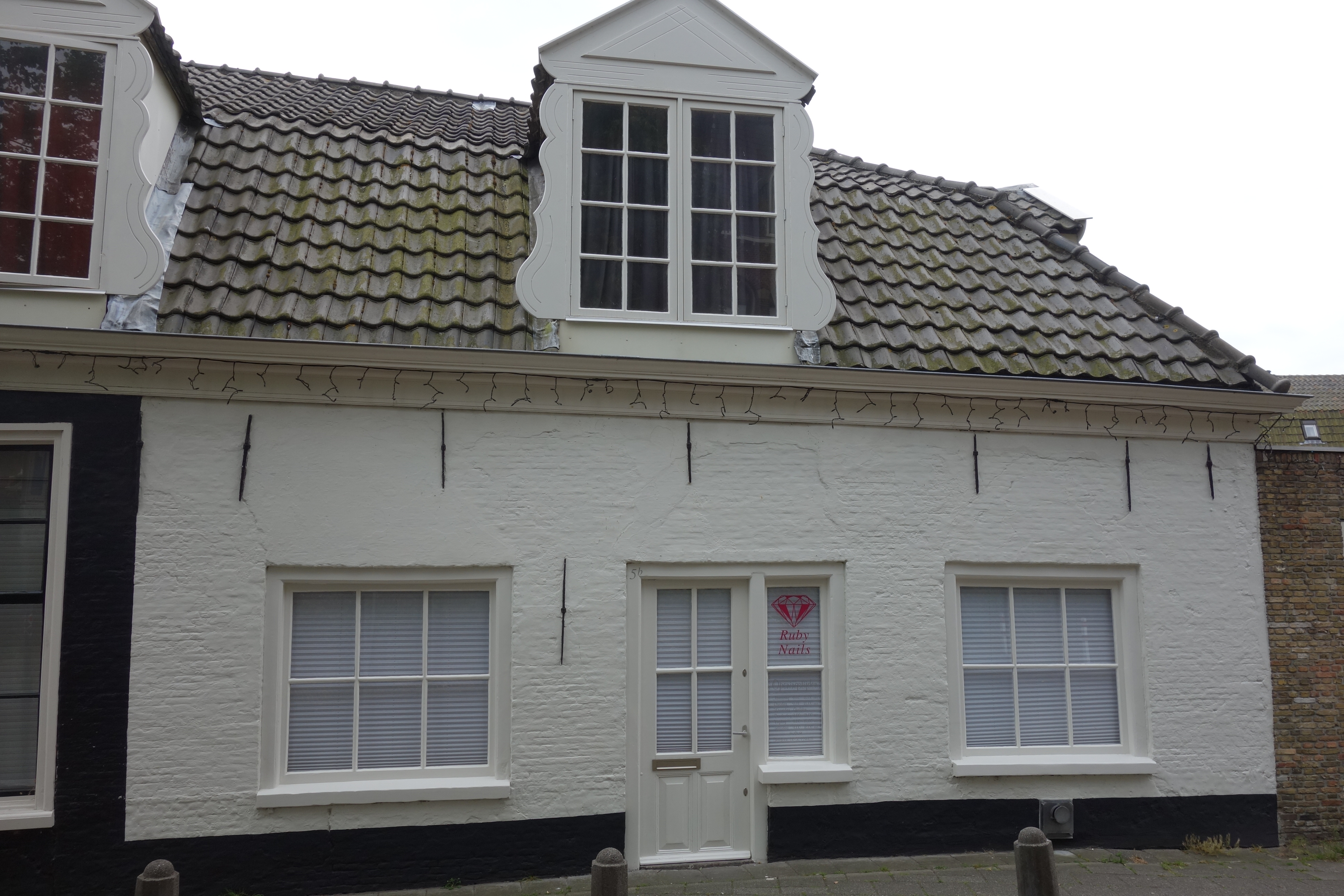
Kerkplein 5b
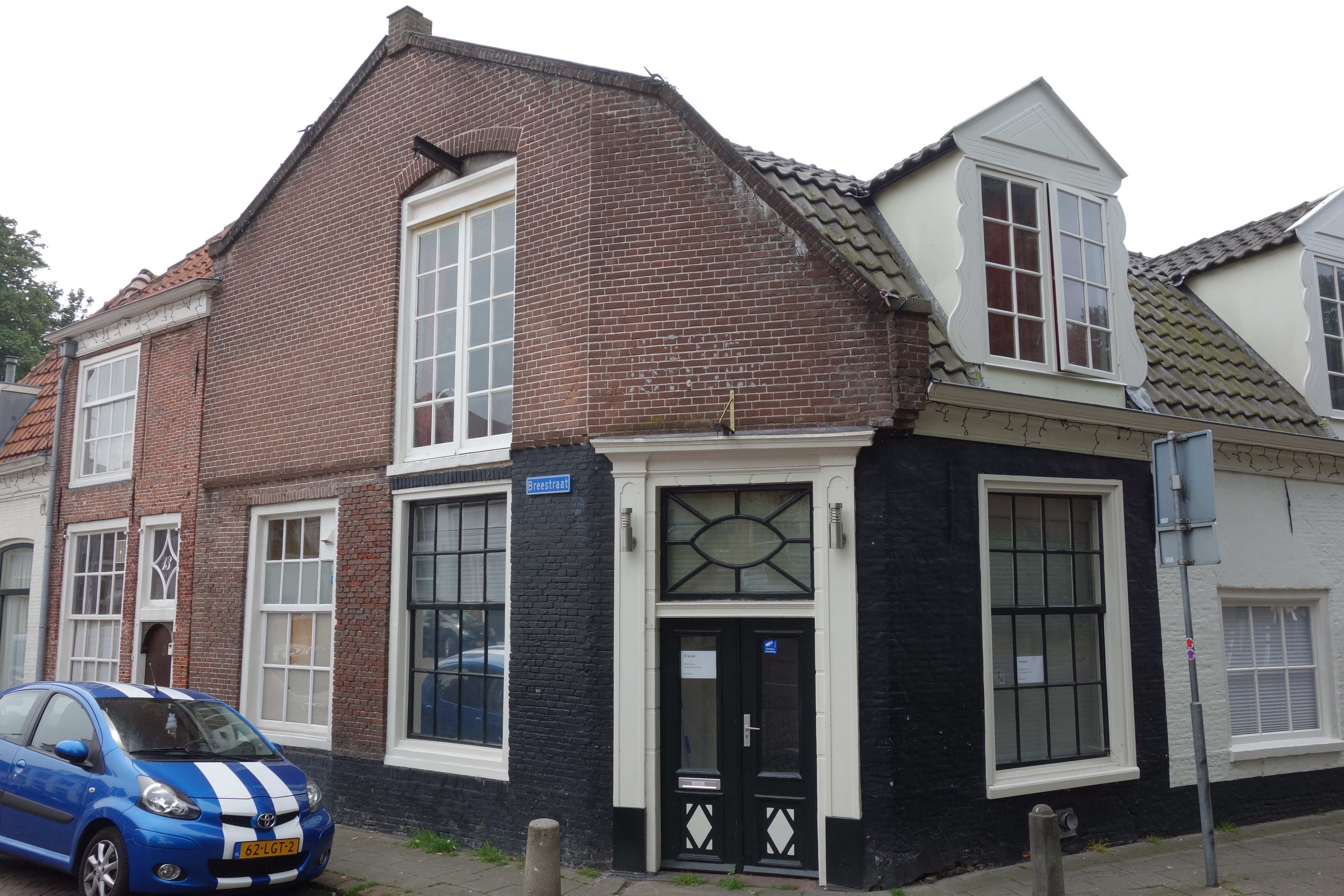
Kerkplein 6
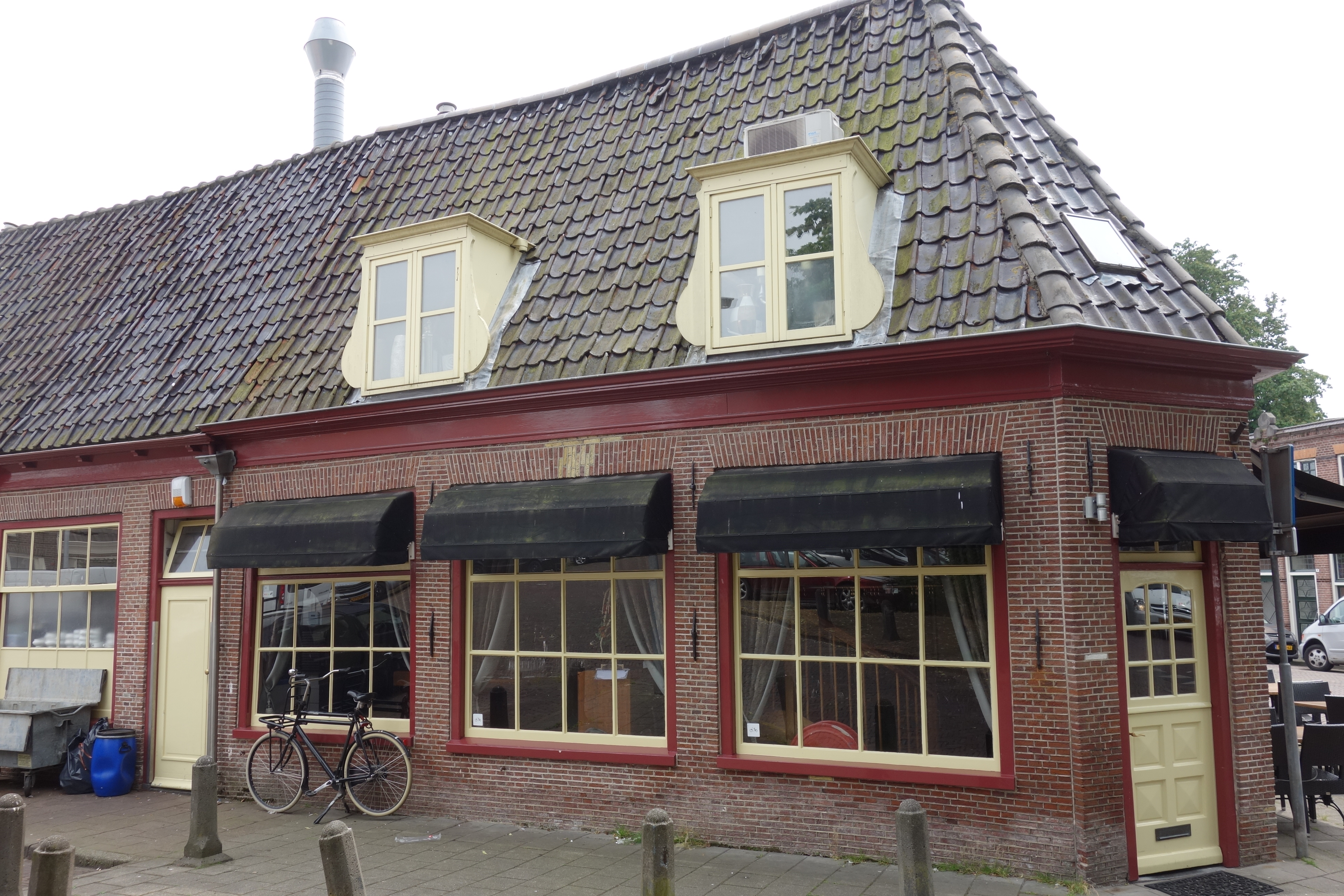
Kerkplein 7
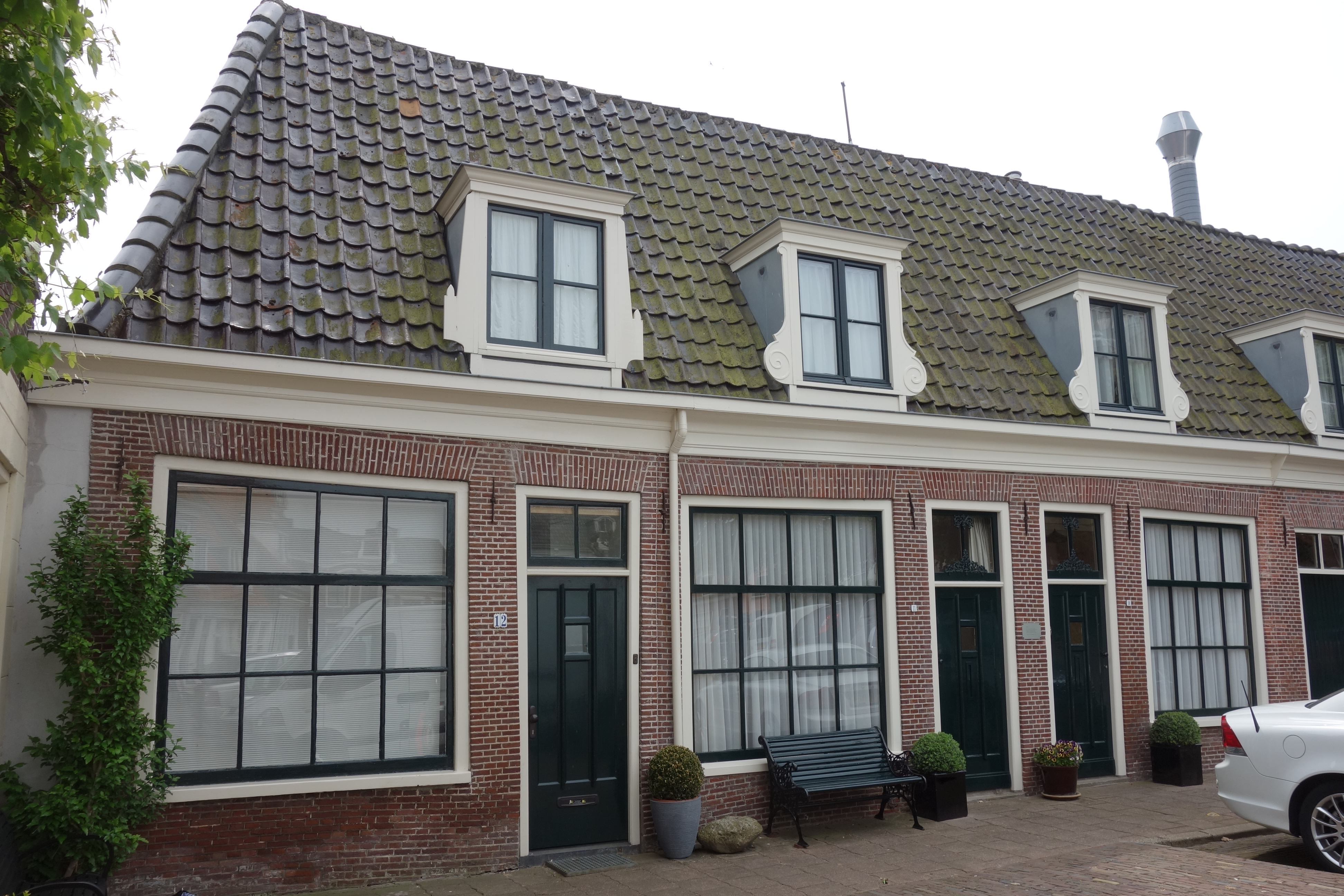
Kerkplein 10 (rechter twee deuren)
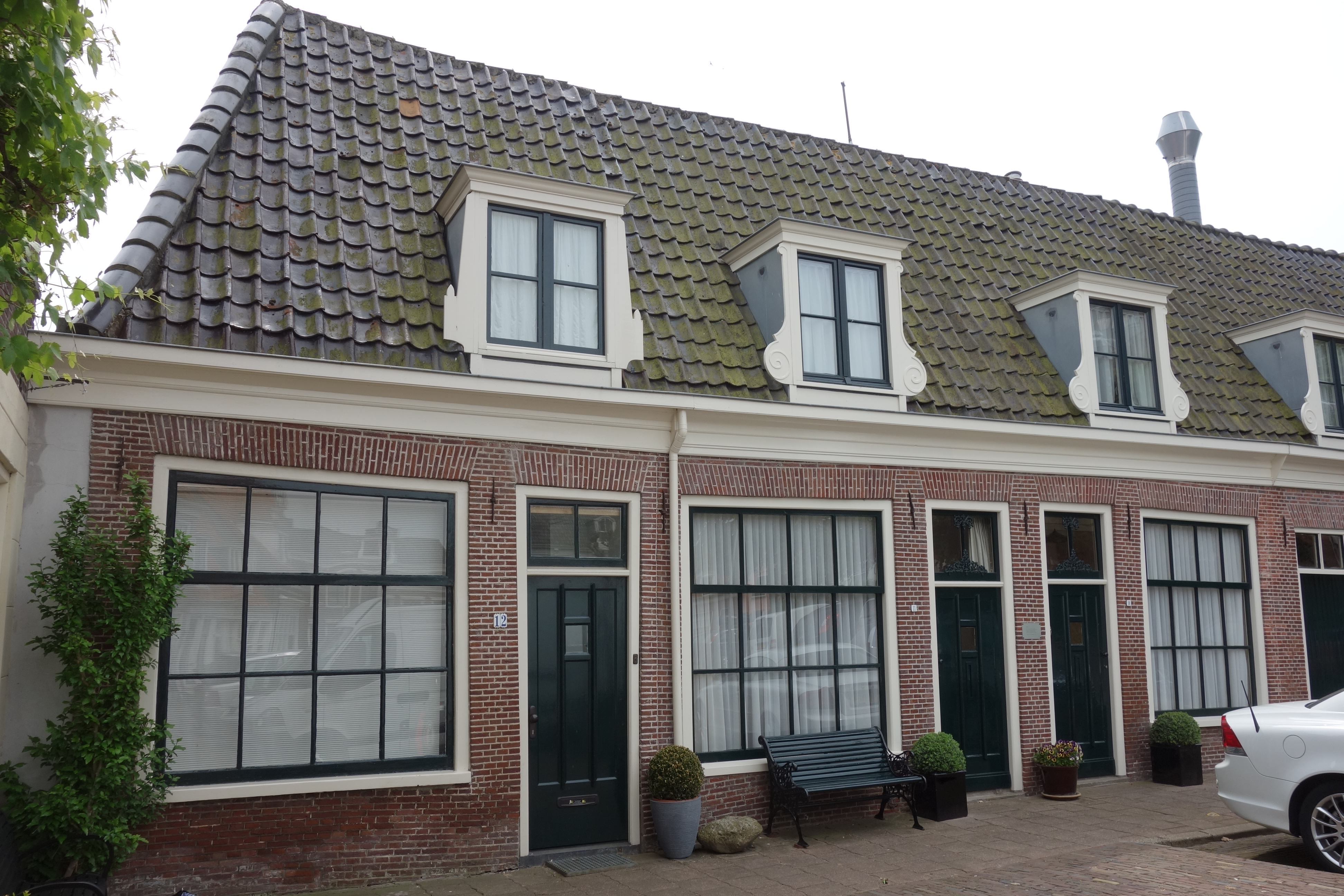
Kerkplein 12 (geheel links)
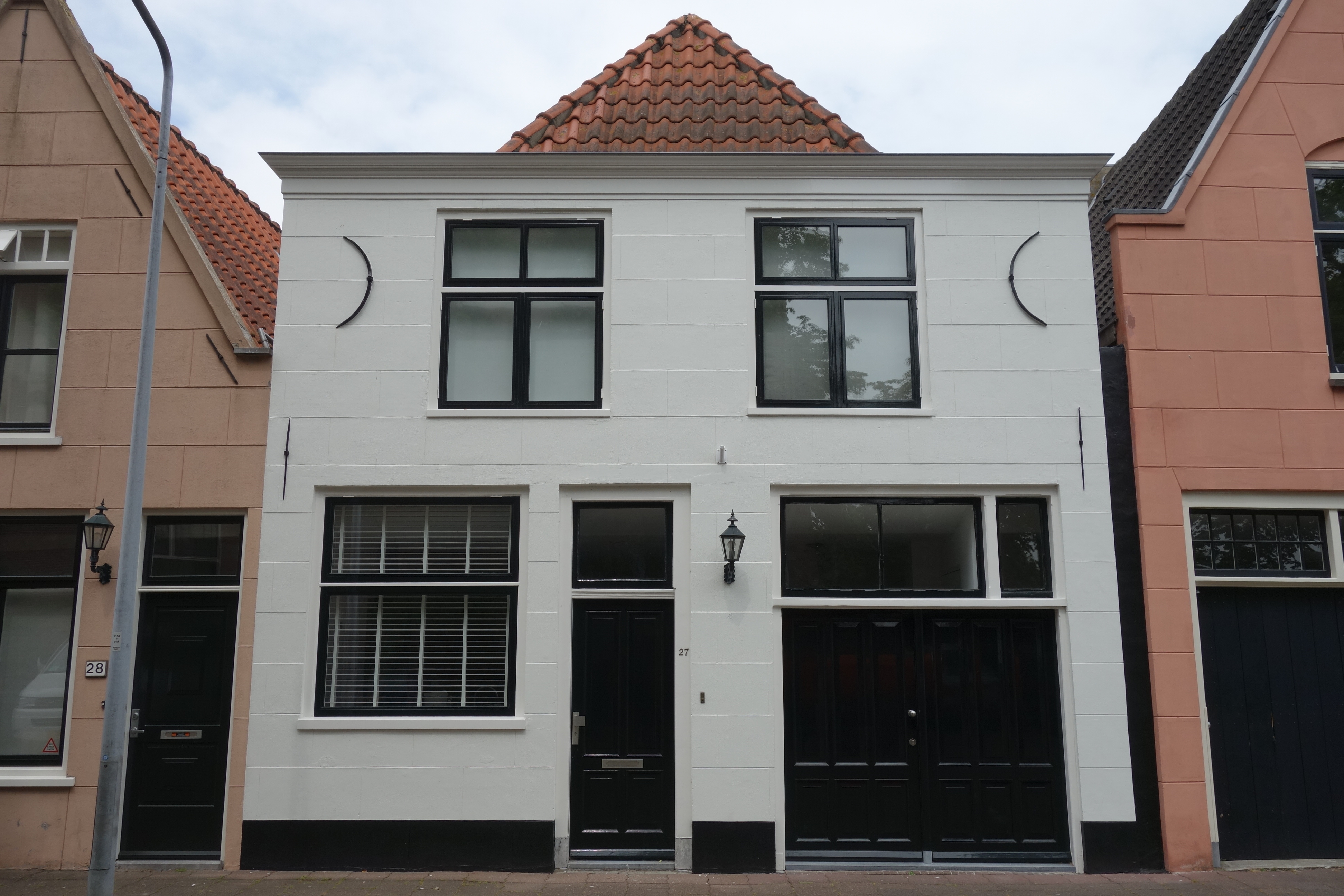
Kerkplein 27
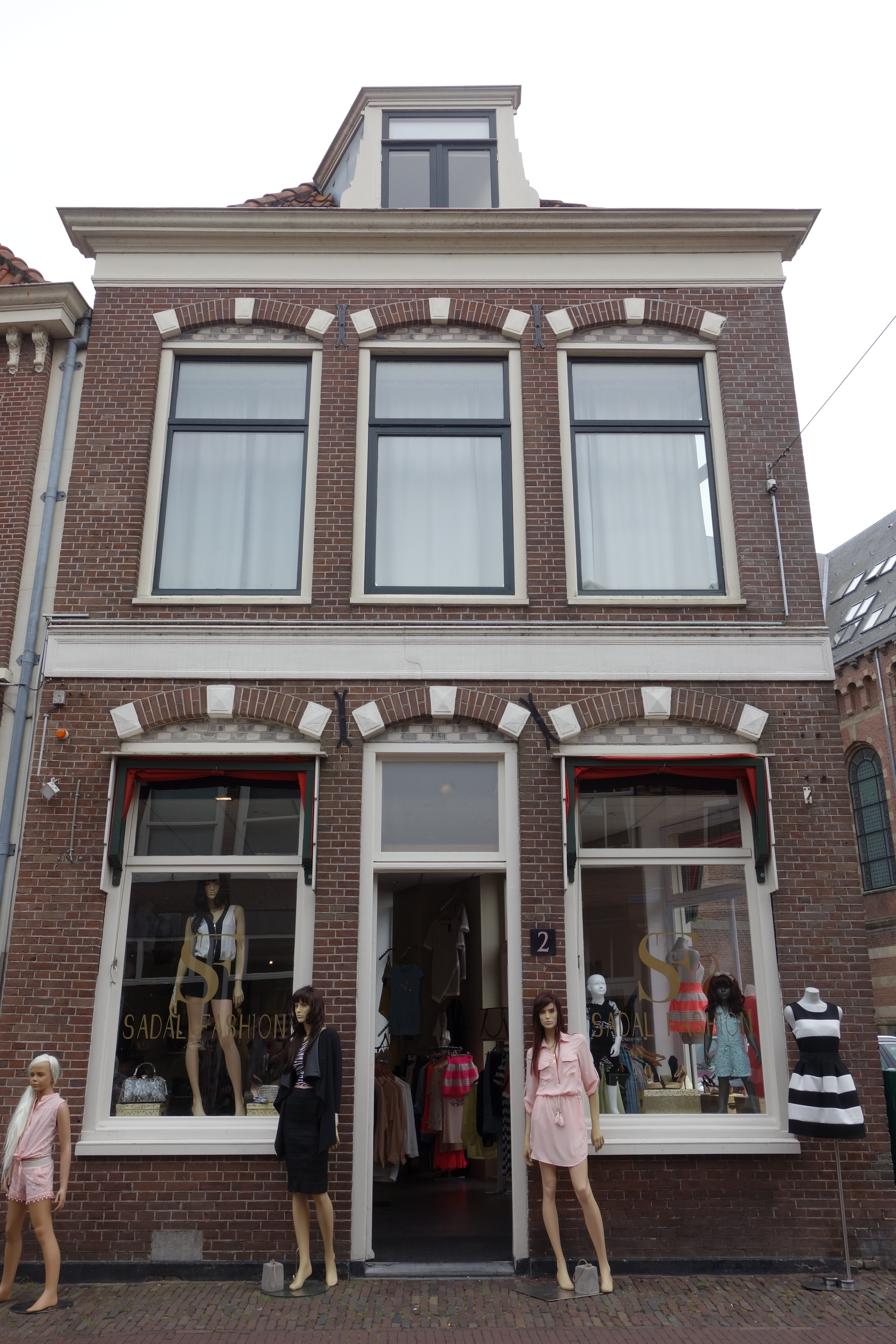
Nieuwstraat 2 ligt met de zijkant aan het Kerkplein en de bovenwoning heeft als adres Kerkplein 30C